# Acacalis
En la mitología griega Acacalis o Acacálide (en griego Ακακαλλίς), llamada también Acalis o Acálide (Ἀκάλλη), esto es, «sin murallas», fue una princesa de Creta. Según la Biblioteca mitológica era hija de Minos y de Pasífae o bien la ninfa Creta. Se dice que la pudorosa joven fue desterrada por su padre Minos a las tierras de Libia, cuando descubrió que su hija estaba grávida del dios Apolo. Acacálide tuvo unión tanto con Hermes como con Apolo, y fue madre al menos de siete hijos según los textos mitográficos, en su mayoría héroes epónimos:
- Cidón: los cretenses creen que el fundador de Cidonia era hijo de Acacálide, hija de Minos, y de Hermes.[6][7] Otros dicen que Cidón fue hijo de Apolo y Acacálide.[8]
- Anfítemis: según las Argonáuticas Acacálide alumbró para Febo un hijo ilustre, al que llaman Anfítemis o Garamante. Anfítemis luego se unió a una ninfa Tritónide; y ésta alumbró para él a Nasamón y al vigoroso Cafauro, el que entonces mató a Canto por sus corderos.[5]
- Oaxes: el mítico fundador de Axos en Creta, era hijo de Acacálide y Apolo.[9]
- Naxo: otros dicen que Acacálide fue madre de Naxo, epónimo de la cretense Naxos, con Apolo.[7]
- Mileto: fuentes tardías imaginaron a Acacálide como la madre del héroe epónimo de Mileto por Apolo.[10]
- Filácides y Filandro: en los montes cretenses está la ciudad de Éliro. Sus habitantes enviaron a Delfos una cabra de bronce, que según la leyenda dio leche a los niños Filácides y Filandro. Los elirios dicen que estos son hijos de Apolo y de la ninfa Acacálide, con la que se unió Apolo en la ciudad de Tarra y en casa de Carmánor.[11]